# كارلوس فيلاغرا
كارلوس فيلاغرا (بالإسبانية: Carlos Villagra) (22 أغسطس 1976 بلوكي في باراغواي - ) هو لاعب كرة قدم باراغواياني في مركز الهجوم. شارك مع منتخب باراغواي لكرة القدم. أما مع النوادي، فقد لعب مع أتلتيكو ناسيونال وأتليتيكو هويلا وديبورتيس كوينديو وسبورتيفو لوكوينو وسيرو بورتينيو وليجا دي كويتو ونادي ليبرتاد ونادي ميلوناريوس وناسيونال أسونسيون وميونيسيبال وأورينتي بيتروليرو ونادي 12 أكتوبر لكرة القدم ونادي كوكيمبو أونيدو وديبورتيفو بيريرا.

## وصلات خارجية
- كارلوس فيلاغرا على موقع إي إس بي إن إف سي (الإنجليزية)
- كارلوس فيلاغرا على موقع قاعدة بيانات كرة القدم.إي يو (الإنجليزية)